# El Mercillero
El Mercillero är en ort i Mexiko.   Den ligger i kommunen Epazoyucan och delstaten Hidalgo, i den sydöstra delen av landet, 90 km nordost om huvudstaden Mexico City. El Mercillero ligger 2 548 meter över havet och antalet invånare är 203.
Terrängen runt El Mercillero är huvudsakligen kuperad, men åt sydost är den platt. Runt El Mercillero är det ganska tätbefolkat, med 80 invånare per kvadratkilometer. Närmaste större samhälle är Pachuca de Soto, 15,9 km nordväst om El Mercillero. Trakten runt El Mercillero består till största delen av jordbruksmark.